# Nyherowo Omene
Nyherowo Omene (* 5. Juni 2003 in South Holland) ist ein US-amerikanischer Volleyballspieler.

## Karriere
Omene begann seine Karriere an der Marist High School. Von 2021 bis 2025 studierte er an der Princeton University und spielte in der Universitätsmannschaft Tigers. Mit der U21-Nationalmannschaft der Vereinigten Staaten gewann er beim Pan American Cup 2022 Gold und 2023 Silber. 2025 wurde er in die U23-Nationalmannschaft berufen. Zur Saison 2025/26 wurde der Diagonalangreifer vom deutschen Bundesligisten Barock Volleys MTV Ludwigsburg verpflichtet.